# Гора «Довбуша»
Гора «Довбуша» — геологічна пам'ятка природи місцевого значення в Україні. Пам'ятка природи розташована на території Тернопільського  району Тернопільської області, околиця с. Залужжя, правий схил долини р. Гнізна, відрога Товтрової гряди, Збаразьке лісництво кв. 35 в. 4, 5, 7, 8, лісове урочище «Залужжя».
Площа — 19,2 га, статус отриманий у 1977 році.